# José Álvarez de Bohórquez
José Álvarez de Bohórquez (Madrid, 23 maart 1895 - Madrid, 27 december 1993) was een Spaans ruiter, die gespecialiseerd was in springen. 
Álvarez nam tweemaal deel aan de Olympische Zomerspelen en hij won in 1928 olympisch goud in de landenwedstrijd.
Álvarez was na het overlijden van de Noor Erik Herseth op 28 januari 1993 de oudste levende olympisch kampioen. 

## Resultaten
- Olympische Zomerspelen 1924 in Parijs 9e individueel springen met Acabado
- Olympische Zomerspelen 1924 in Parijs 8e landenwedstrijd springen met Acabado
- Olympische Zomerspelen 1928 in Amsterdam 10e individueel springen met Zalamero
- Olympische Zomerspelen 1928 in Amsterdam  landenwedstrijd springen met Zalamero

1912: Lewenhaupt, Kilman, von Rosen ·
1920: König, von Rosen, Norling ·
1924: Thelning, Ståhle, Lundström ·
1928: Navarro, Álvarez, García ·
1936: Hasse, von Barnekow, Brandt ·
1948: Mariles, Uriza, Valdés ·
1952: White, Stewart, Llewellyn ·
1956: Winkler, Thiedemann, Lütke-Westhues ·
1960: Winkler, Thiedemann, Schockemöhle ·
1964: Schridde, Jarasinski, Winkler ·
1968: Day, Gayford, Elder ·
1972: Ligges, Wiltfang, Steenken, Winkler ·
1976: Parot, Rozier, Roguet, Roche ·
1980: Tsjoekanov, Poganovsky, Asmaje, Korolkov ·
1984: Fargis, Homfeld, Burr Howard, Smith ·
1988: Beerbaum, Brinkmann, Hafemeister, Sloothaak ·
1992: Raijmakers, Romp, Tops, Lansink ·
1996: Sloothaak, Nieberg, Kirchhoff, Beerbaum ·
2000: Beerbaum, Nieberg, Ehning, Becker ·
2004: Wylde, Ward, Madden, Kappler ·
2008: Ward, Kraut, Simpson, Madden ·
2012: Skelton, Maher, Brash, Charles ·
2016: Rozier, Staut, Bost, Leprévost ·
2020: von Eckermann, Baryard-Johnsson, Fredricson ·
2024: Maher, Charles, Brash